# Le Savant fou
Le Savant fou, troisième volumes des Aventures Extraordinaires d’Adèle Blanc-Sec, est une bande dessinée en couleur de Jacques Tardi publiée en 1977 chez Casterman et faisant directement suite à l’album intitulé Le Démon de la Tour Eiffel.
Ce récit a par ailleurs bénéficié d’une édition « de poche » chez Librio en 2002.

## Résumé
Paris, 1912. Adèle Blanc-Sec, persuadée d’être suivie dès qu’elle quitte son appartement, « tombe » en fait sur Robert Espérandieu qui la convie à une soirée hors du commun en compagnie d’une poignée d’autres scientifiques. Leur but : ramener à la vie un pithécanthrope jusqu’alors conservé dans une gangue de tourbe gelée en Sibérie, d’où une expédition l’a rapporté en France. Mais de la place Denfert-Rochereau aux tours de Notre-Dame, rien ne se passe comme l’avaient prévu ces savants.

## Personnages (par ordre d’apparition ou d’évocation)
- Adèle Blanc-Sec
- Robert Espérandieu
- le ptérodactyle
- le professeur Dieuleveult
- le professeur Ménard
- le professeur Dieudonné
- le médium
- Philippe Boutardieu
- le pithécanthrope/Alexandre
- Gustave Ribière
- son comparse Rivière
- Simon Flageolet
- l’ex-inspecteur Léonce Caponi
- le curé
- Jérôme
- « Pazuzu »
- Clara Benhardt
- le commissaire principal Dugommier

### Documentation
- Paul Gravett (dir.), « De 1970 à 1989 : Les Aventures extraordinaires d'Adèle Blanc-Sec : le savant fou », dans Les 1001 BD qu'il faut avoir lues dans sa vie, Flammarion, 2012 (ISBN 2081277735), p. 381.